# Aéroport international de Kalibo
L'aéroport international de Kalibo (Aklanon : Pangkalibutan nga Paeoparan il Kalibo, Hiligaynon : Pangkalibutan nga Hulugpaan chanté Kalibo, Tagalog : Paliparang Pandaigdig ng Kalibo) (code IATA : KLO • code OACI : RPVK) est un aéroport qui dessert la région de Kalibo, la capitale de la province d'Aklan aux Philippines, et est l'un des deux aéroports desservant Boracay, l'autre étant l'aéroport Godofredo P. Ramos, également connu comme l'aéroport de Caticlan dans la ville de Malay. C'est l'aéroport qui connaît la plus forte croissance en nombre de passagers, avec plus de 50 % en 2010.

## Situation
| \| 100 km1:11 581 000 \| Sicogon Bacolod Bancasi Basco Busuanga-Coron Calbayog Camiguin Catarman Caticlan Clark Cotabato Cuyo Davao Dipolog General · Santos Iloilo Jolo Kalibo Cagayan de Oro Laoag Legazpi Mactan-Cebu Manille Marinduque Masbate Naga Ormoc Pagadian Puerto · Princesa Roxas Tacloban Sanga · Sanga Sayak Sibulan Subic Bay Surigao San José Bohol Tandag Tugdan Tuguegarao Virac Zamboanga |
| 100 km1:11 581 000 |

## Compagnies aériennes et destinations

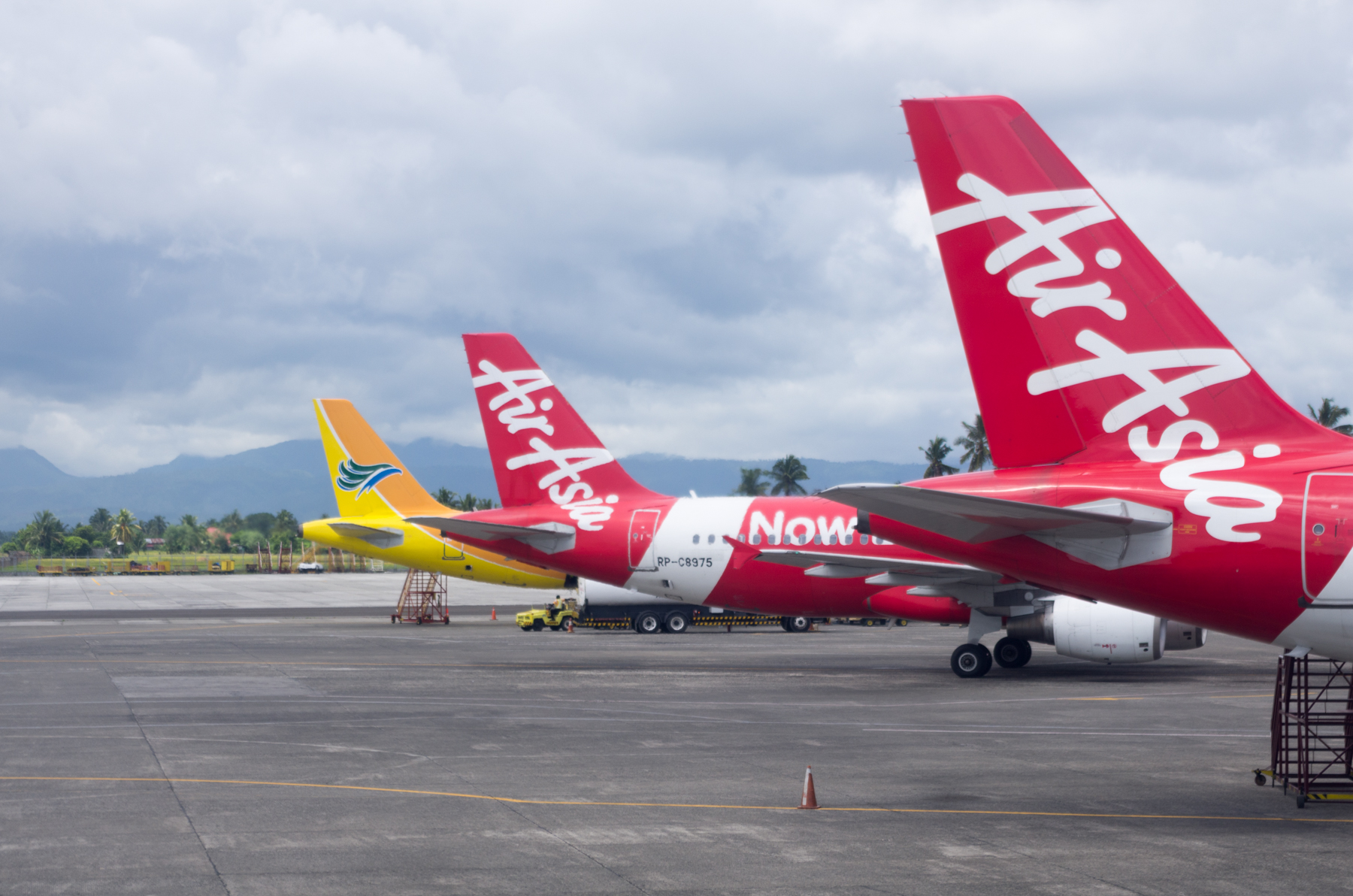
Air Asia et Cebu Pacific à l'Aéroport de Kalibo.

| Compagnies                                | Destinations                                                                                               |
| ----------------------------------------- | --- |
| Air Busan                                 | Charter : Pusan-Gimhae                                                                                     |
| Air Seoul                                 | Séoul-Incheon                                                                                              |
| Cebu Pacific                              | Clark, Mactan-Cebu, Manille-N. Aquino, Séoul-Incheon Charter : Chongqing-Jiangbei                          |
| Cebu Pacific opéré par Cebgo              | Manille-N. Aquino                                                                                          |
| China Airlines                            | En saison : Taïwan-Taoyuan                                                                                 |
| HK Express                                | Charter : Hong Kong                                                                                        |
| Juneyao Airlines                          | Nankin, Shanghai-Pudong                                                                                    |
| Okay Airways                              | Changsha, Tianjin Binhai                                                                                   |
| Pan Pacific Airlines                      | Pusan-Gimhae, Muan, Séoul-Incheon                                                                          |
| Philippine Airlines                       | Pékin-Capitale, Pusan-Gimhae, Mactan-Cebu, Manille-N. Aquino, Séoul-Incheon En saison charter : Khabarovsk |
| Philippine Airlines opéré par PAL Express | Mactan-Cebu, Chengdu-Shuangliu, Manille-N. Aquino Charter : Shanghai-Pudong                                |
| Philippines AirAsia                       | Pusan-Gimhae, Clark, Manille-N. Aquino, Séoul-Incheon                                                      |
| XiamenAir                                 | Hangzhou-Xiaoshan                                                                                          |

Édité le 07/03/2018